# 1308
Cette page concerne l'année 1308  du calendrier julien. Pour l'année 1308 av. J.-C., voir 1308 av. J.-C.
L'année 1308 est une année bissextile qui commence un lundi.

## Événements
- 25 janvier : Édouard II d'Angleterre épouse à Boulogne Isabelle de France, fille de Philippe le Bel. Elle est couronnée à Londres le 24 février[1].
- 2 février : Charles le Bel épouse Blanche de Bourgogne[1].
- Février : le pape se réserve la poursuite de l’affaire des Templiers. En réaction, le roi convoque les États Généraux le 25 février[2].
- 3 mars : premier acte de foi (autodafé) de l'inquisiteur Bernard de la Guionie dans la cathédrale de Toulouse. Persécution du catharisme par l’Inquisition en Languedoc[3].
- 1er mai : assassinat d’Albert Ier de Habsbourg au passage de la Reuss par son neveu Jean de Souabe, dit le Parricide[4]. La puissance des Habsbourg décline sur le Rhin supérieur. Frédéric et Léopold de Habsbourg (1290-1326) deviennent ducs d’Autriche et de Styrie. Béla V renonce au trône de Hongrie en faveur de Charles Ier, premier roi angevin de Hongrie (jusqu'en 1342).
- 5 - 15 mai : les États généraux assemblés à Tours approuvent les poursuites de Philippe le Bel contre les Templiers[2].
- 20 mai : les Génois, assiégés dans Caffa par le khan de la Horde d'or Toqtaï, incendient eux-mêmes la ville et s’enfuient à bord de leurs bateaux[5].
- 25 mai : le comte de Forez crée les foires de Montbrison et protège les marchands qui s’y rendent[6].
- 5 juillet : après avoir auditionné 72 membres de l'ordre, le pape Clément V doit se dessaisir de l’affaire des Templiers et la remettre à l’Inquisition[7].
- Août : siège du château de Gdańsk. Ladislas Ier Lokietek, duc de Cujavie, doit faire appel à l’ordre Teutonique pour faire face à une révolte de la Poméranie de Gdańsk, aidée par le Brandebourg[8].
- 8 septembre, Saintes : le pape Clément V reconnaît officiellement l’université de Pérouse[9].
- 22 septembre : un mandement de Philippe le Bel mentionne l'échec d'une tentative de révolution communale à Saint-Malo en 1308[10].
- 6 octobre : Échec de la conjuration de Corso Donati qui est assassiné à Florence[11].
- 14 novembre : les Chevaliers teutoniques ajoutent à leur État le castrum et le port de Gdańsk, dont ils massacrent la population polonaise ; ils occupent militairement toute l’embouchure de la Vistule (Pomérélie), privant la Pologne d’un libre accès à la mer (1308-1309)[8].

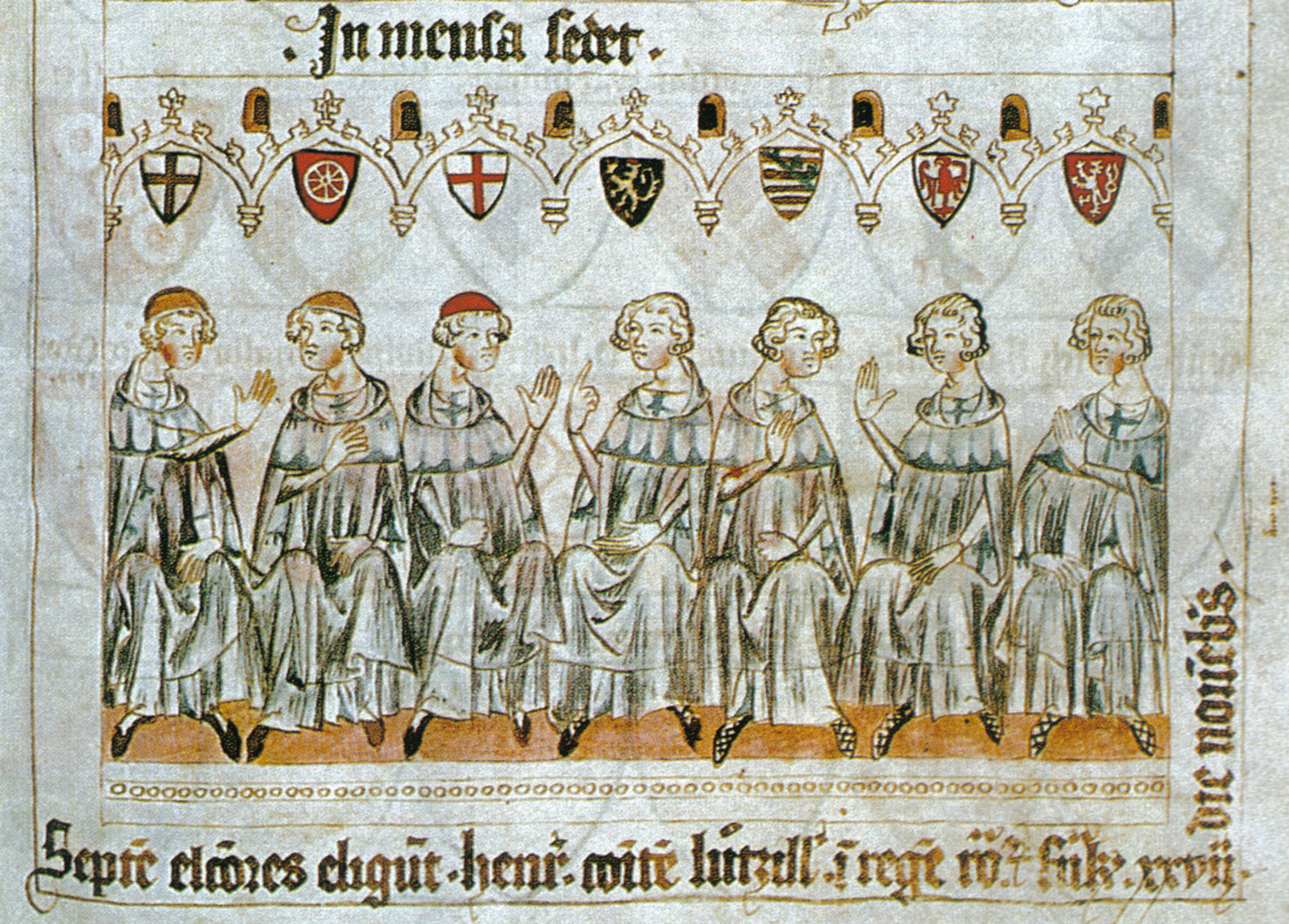
Novembre : les sept électeurs élisent Henri de Luxembourg

- 15 novembre : Henri de Luxembourg, après plusieurs mois de tractations, est élu roi des Romains et empereur romain germanique à Rentz, élection confirmé à Francfort le 27[12] (Fin du règne en 1313).
- 17 novembre : la diète de Pest désigne Charles-Robert d'Anjou comme roi de Hongrie[13].
  - Carobert, petit-fils de Charles d'Anjou, doit lutter contre ses compétiteurs Wenceslas de Bohême puis Othon de Bavière et brise la puissance de la haute noblesse magyare en s’appuyant sur la petite et moyenne noblesse.
  - Pendant la période de lutte pour la succession en Hongrie, un certain nombre de familles de barons ont constitué de véritables principautés autonomes, comme les Csak et les Aba, qui s’appuient sur leurs mines d’argent de Slovaquie (Haute-Hongrie). Carobert engage contre elles une lutte sans merci, leur enlevant successivement leurs forteresses de Komárom, de Nitra et de Trenčín.
- 19 décembre : signature du traité d’Alcala de Henares (es) entre le roi Ferdinand IV de Castille et les ambassadeurs du roi Jacques II d’Aragon à Alcala de Henares[14].
- 22 décembre : abdication de Indravarman III qui se retire dans un monastère bouddhique et début du règne d'Indrajayavarman, roi du Cambodge (jusqu'en 1327)[15]. Reprise de la persécution anti-bouddhiste au Cambodge (jusqu'en 1336)[16].
- 28 décembre : début du règne de Hanazono, empereur du Japon (fin le 29 mars 1318).

- À la mort de Koundjouk, un gengiskhanide âgé, Talikou, monte sur le trône du khanat de Djaghataï (fin en 1309). Devenu musulman dans sa vieillesse, il propage l’islam parmi les Mongols[5].
- En Chine, interdiction de la société secrète bouddhique du Lotus Blanc (fin en 1322)[17].
- Le général du sultanat de Delhi Malik Kafur conquiert Warangal dans le Deccan[18].

- Un gouverneur militaire byzantin nommé à vie est établi à Mistra[19] (origine du despotat de Morée 1348-1460).
- Transfert de l'université de Lisbonne pour Coimbra[20].